# Gleccsersáskák
A gleccsersáskafélék (Grylloblattidae), a gleccsersáskák (Grylloblattodea) rendjének egyetlen családja. Együtt az ízeltlábúak törzsébe és a rovarok osztályába tartoznak.

A rendbe és családba összesen 25 faj tartozik.
Egyes rendszerbesorolások a Exopterygota öregrendbe sorolják.
Legközelebbi ma élő rokonaik a tücsöksáskák (Mantophasmatodea).

## Elterjedésük
A gleccsersáskák csak Kelet-Ázsiában és Észak-Amerikában honosak. A fajok zöme a Grylloblatta nembe tartozik, melynek képviselői az Egyesült Államok északi részén és Kanadában honosak.

## Megjelenésük
Kicsiny testű másodlagosan szárnyatlan rovarok. Fejükön 20-40 ízből álló fonalas csáp és egyszerű, előre álló rágó szájszerv található. Szemük kicsi, vagy teljesen hiányzik, potroha végén hosszú, 5–8 ízből álló fartoldalékot (cercus) visel mindkét ivar.
A nőstények potrohuk végén rövid tojócsövet (ovipositor) viselnek.
Színezetük többnyire világosbarna, szürkésbarna vagy sárgás.
Lárváik hasonlítanak a fülbemászók lárváira.

## Életmódjuk
A fajok zöme magashegységi hűvös környezethez alkalmazkodott, leginkább a magashegységek alhavasi lombhullató erdeiben, mészkő barlangokban élnek, de a Himalája 6000 méter feletti lejtőin is előfordulnak. A fajok „fagyálló” folyadékot termelnek. Életfolyamatai olyan szinten alkalmazkodtak az alacsony hőmérséklethez, hogy a legkisebb felmelegedéstől is elpusztulnak.

### Szaporodás, egyedfejlődés
A párzás négy óra hosszúságú is lehet. A nőstények gyakran csak hónapok múlva rakják le petéiket a mohákba, sziklarepedésekbe, korhadó fába vagy a talajba.
A lárvák akár 5 évig is fejlődhetnek, 9 lárvaállapotuk is lehet, tökéletlen átalakulással fejlődnek.
A gleccsersáskák éjjel és nappal is járnak táplálék után. Mindenevők, minden jellegű táplálékot elfogyasztanak az elhullott állatoktól a mohákig és egyéb növényi törmelékekig.

## Rendszerezés
A rendbe az alábbi egyetlen család és 5 nem tartozik.
- Grylloblattidae (E. M. Walker, 1914)
  - Galloisiana
  - Grylloblatta
  - Grylloblattella
  - Grylloblattina
  - Namkungia